# Iglesia de Curahuara de Carangas
La Iglesia de Curahuara de Carangas, conocida como la "Capilla Sixtina de Los Andes", es un templo católico de Bolivia, ubicada en el municipio de Curahuara de Carangas de la provincia de Sajama, en el departamento de Oruro. Su construcción se inició en 1587 y concluyó en 1608, lo que la hace una de las más iglesias más antiguas de Bolivia y Sudamérica. Fue declarada Monumento Nacional en 1960.
El clima de la región ha permitido la conservación de los murales y pinturas que decoran profusamente paredes y cielo falso realizadas en 1608 siendo cura el español Juan Ortiz Vitasol de la orden de los agustinos, el cacique principal Baltasar Cachagas y Gonzalo Lara, quienes llegaron a la zona junto a los conquistadores españoles. 
El recinto templario, fue usado antiguamente como centro de formación de catequesis, alberga en su interior la imagen del apóstol Santiago, patrono del pueblo.
La iglesia fue declarada Monumento Nacional por la ley del 17 de noviembre de 1960.

## Características

### Materiales

El conjunto de arquitectura colonial fue construido con materiales del lugar, como  adobe, piedra, cal y paja para el techo. La torre fue construida sobre un área de 12 metros cuadrados, y posee una altura de 18 metros. La nave central es larga y angosta y tiene amplios contrafuertes.  

### Murales

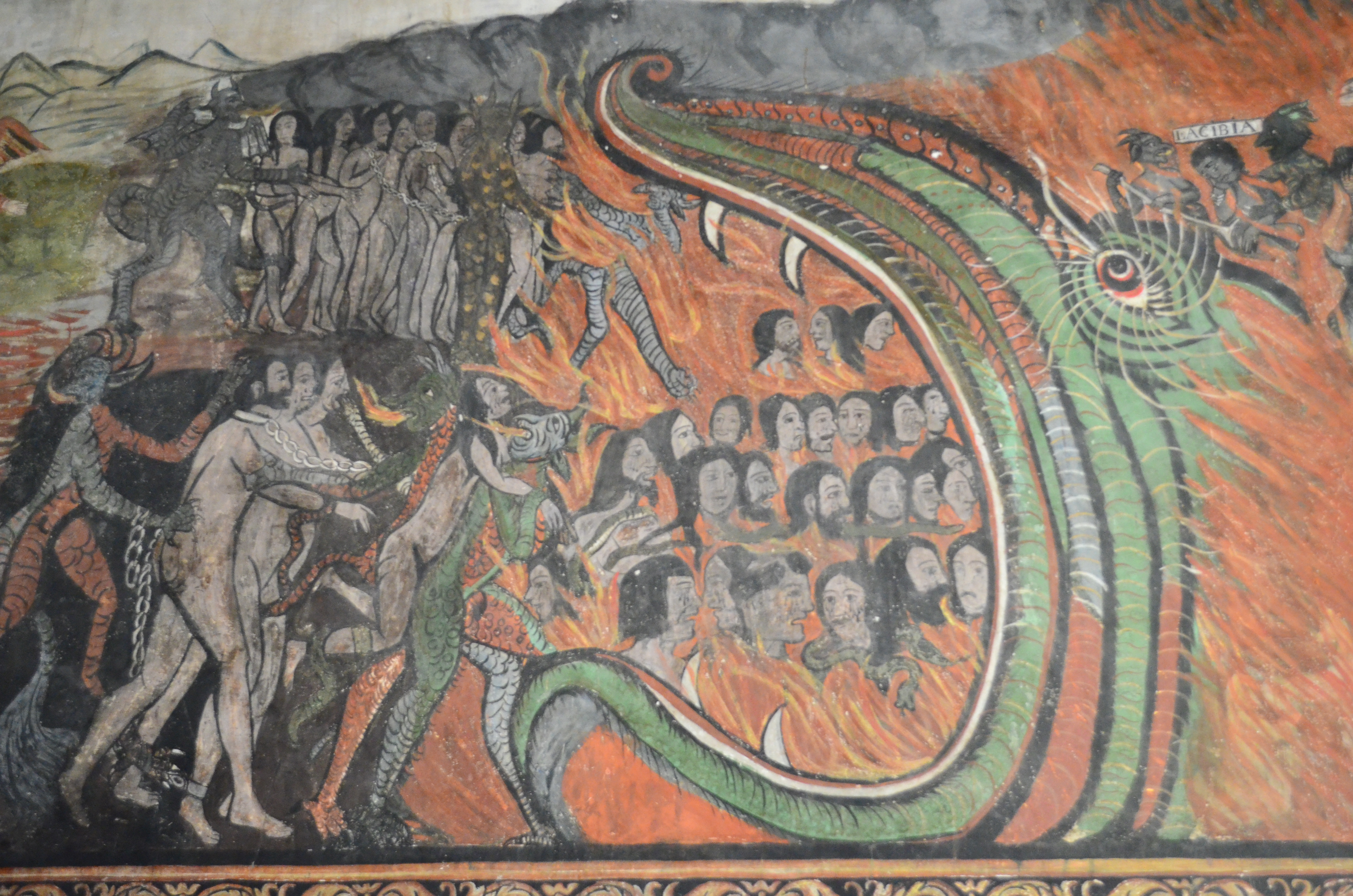
Detalle de pintura mural.

El interior tiene una gran riqueza en murales al óleo. Las imágenes poseen un estilo de arte manierista, y expresan pasajes bíblicos del Antiguo Testamento.  
Toda las superficies de paredes y bóvedas están cubiertas por pinturas donde predominan los colores ocres y que narran escenas bíblicas. En su técnica denotan una cierta desproporción de los cuerpos humanos. La presencia de símbolos de la cultura originaria como el sol y la luna, flora y fauna demuestran que fueron realizadas por indígenas evangelizados por los misioneros, expresando así un sincretismo cultural y religioso. 
La primera escena pintada de la nave y el presbiterio corresponde al año 1608. Sin embargo, en el cuadro de la Virgen de Soterrana de Nieva se encuentra la referencia del año 1777 en la  segunda pintura, por lo que se supone que tras un posible deterioro fue realizada una segunda versión después de 169 años. De 1777 data también otro sector de la nave, sacristía, coro alto y bautisterio.
La nave central se halla  decorada hasta el techo con una representación del Juicio Final, de 1608, cuya iconografía es la representada por Guamán Coma. En cada una de las esquinas se simbolizan los siete pecados capitales. La ira es encarnada por la imagen de un soldado español. 

### Altar
El altar mayor es de estructura barroca y fue construido en el siglo XVIII. Los otros dos retablos que le acompañan son de arte renacentista.

### Sacristía
La decoración de la Sacristía, de mucha influencia indígena, resalta por su colorido exquisito y brillante con predominio de rojos, amarillos y verdes sobre un fondo blanco; por otra parte, el ritmo curvo de la follajería y los fustes salomónicos dan el ambiente de cierto dinamismo que se equilibra con las rectas de las imitaciones a ventanas. Es en el Baptisterio donde alcanza su máximo esplendor el barroco indígena.  
En la sacristía existen también frescos sobre el Diluvio, el Arca de Noé o la matanza de los inocentes.
|                                           |
| Iglesia de Curahuara de Carangas, Ingreso |

|                         |
| Cielo falso ornamentado |

|                   |
| Detalle pictórico |

|       |
| Altar |

|            |
| Campanario |

|                       |
| Vista desde el altar. |